# Cussey-sur-Lison
Cussey-sur-Lison is een gemeente in het Franse departement Doubs in de regio Bourgogne-Franche-Comté en telt 65 inwoners (2009). De plaats maakt deel uit van het arrondissement Besançon.

## Geschiedenis
Cussey-sur-Lison maakte deel uit van het kanton Quingey tot dit 22 maart 2015 werd opgeheven. Op een na werden de gemeenten opgenomen in het op die dag gevormde kanton Saint-Vit, waaronder Cussey-sur-Lison.
Op 1 januari 2022 werd de gemeente Châtillon-sur-Lison opgenomen in Cussey-sur-Lison, waarmee de gemeente status van commune nouvelle kreeg.

## Geografie
De oppervlakte van Cussey-sur-Lison bedraagt 5,3 km², de bevolkingsdichtheid is dus 12,3 inwoners per km².

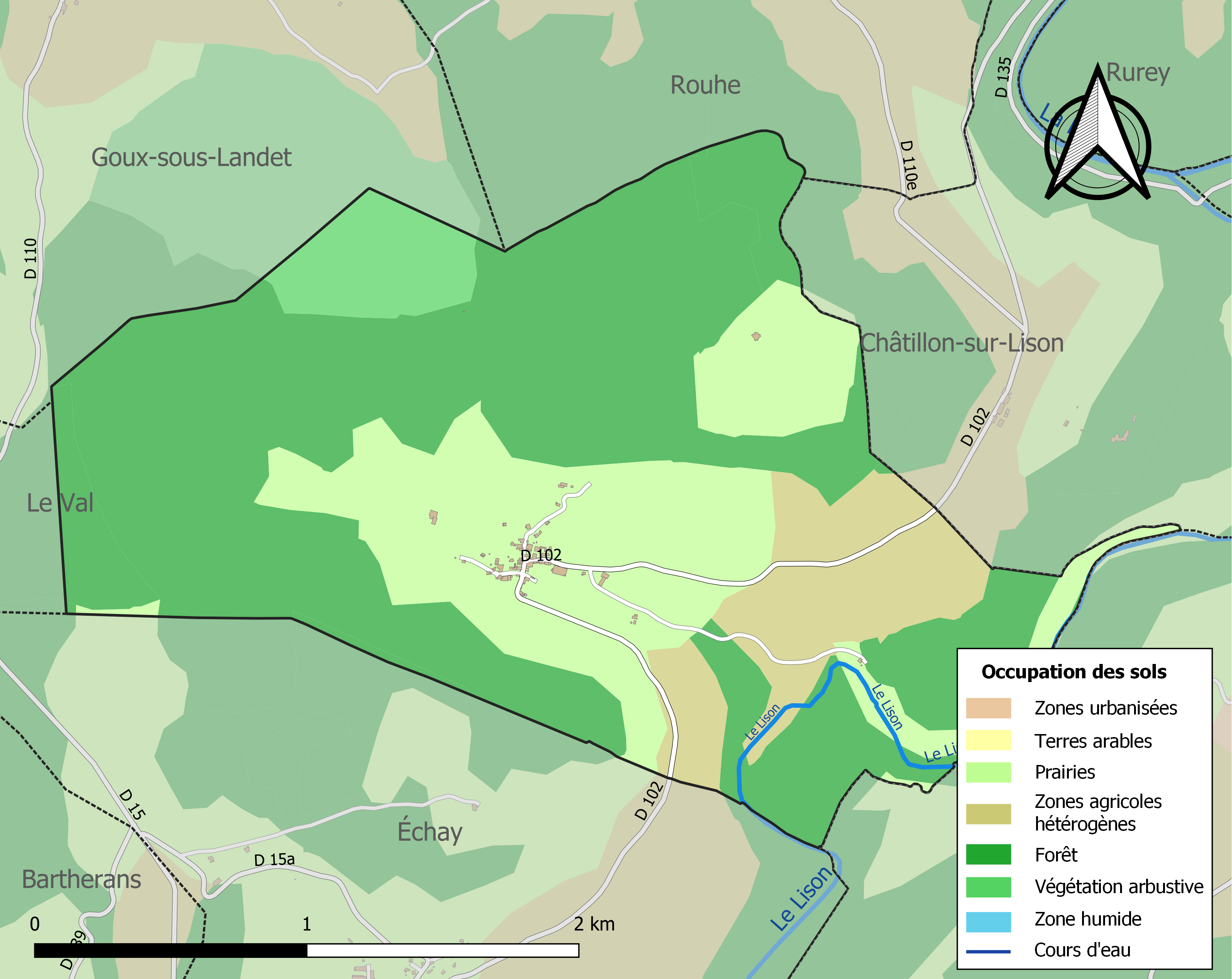
Kaart van de gemeente met de belangrijkste infrastructuur, bodemgebruik en omliggende gemeenten